# Okręg wyborczy nr 10 do Sejmu Polskiej Rzeczypospolitej Ludowej (1989–1991)
Okręg wyborczy nr 10 do Sejmu Polskiej Rzeczypospolitej Ludowej (1989–1991) obejmował Bielsk Podlaski oraz gminy Białowieża, Bielsk Podlaski (gmina wiejska), Boćki, Brańsk, Czeremcha, Czyże, Dąbrowa Białostocka, Drohiczyn, Dubicze Cerkiewne, Dziadkowice, Grodzisk, Gródek, Hajnówka, Hajnówka (gmina wiejska), Janów, Jasionówka, Jaświły, Kleszczele, Knyszyn, Korycin, Knyszyn, Krynki, Krypno, Kuźnica, Łapy, Michałowo, Mielnik, Milejczyce, Mońki, Narew, Narewka, Nowy Dwór, Nurzec-Stacja, Orla, Poświętne, Sidra, Siemiatycze, Sokółka, Suchowola, Suraż, Szudziałowo, Turośń Kościelna, Tykocin i Wyszki (województwo białostockie). W ówczesnym kształcie został utworzony w 1989. Wybieranych było w nim 4 posłów w systemie większościowym.
Siedzibą okręgowej komisji wyborczej był Bielsk Podlaski.

## Wybory parlamentarne 1989

### Mandat nr 35 –Polska Zjednoczona Partia Robotnicza
| Kandydat | I tura | I tura | II tura | II tura |
| Kandydat | Głosów | %      | Głosów  | %       |
| --- | ------ | ------ | ------- | ------- |
| Włodzimierz Cimoszewicz                                                                                        | 23 398 | 18,69  | 34 952  | 52,56   |
| Jadwiga Rudzińska-Patejuk                                                                                      | 19 438 | 15,52  | 20 818  | 31,30   |
| Arseniusz Artysiewicz                                                                                          | 10 319 | 8,24   | —       | —       |
| Stefan Bajko                                                                                                   | 7353   | 5,87   | —       | —       |
| Stanisław Mazurek                                                                                              | 6219   | 4,97   | —       | —       |
| Liczba głosów ważnych: 125 222 (I tura) • 66 502 (II tura) Źródło: Państwowa Komisja Wyborcza I tura i II tura |        |        |         |         |

### Mandat nr 36 –Zjednoczone Stronnictwo Ludowe
| Kandydat | I tura | I tura | II tura | II tura |
| Kandydat | Głosów | %      | Głosów  | %       |
| --- | ------ | ------ | ------- | ------- |
| Aleksy Siemieniuk                                                                                              | 27 155 | 21,50  | 31 588  | 47,44   |
| Mirosław Sadowski                                                                                              | 12 327 | 9,76   | 27 849  | 41,82   |
| Jan Borzym | 12 151 | 9,62   | —       | —       |
| Stanisław Czopik                                                                                               | 7205   | 5,71   | —       | —       |
| Aleksy Burzyński                                                                                               | 6807   | 5,39   | —       | —       |
| Liczba głosów ważnych: 126 278 (I tura) • 66 586 (II tura) Źródło: Państwowa Komisja Wyborcza I tura i II tura |        |        |         |         |

### Mandat nr 37 –Unia Chrześcijańsko-Społeczna
| Kandydat | I tura | I tura | II tura | II tura |
| Kandydat | Głosów | %      | Głosów  | %       |
| --- | ------ | ------ | ------- | ------- |
| Eugeniusz Czykwin                                                                                              | 38 750 | 28,57  | 30 942  | 46,72   |
| Jan Suchodola                                                                                                  | 29 977 | 22,10  | 22 924  | 34,62   |
| Liczba głosów ważnych: 135 633 (I tura) • 66 222 (II tura) Źródło: Państwowa Komisja Wyborcza I tura i II tura |        |        |         |         |

### Mandat nr 38 – bezpartyjny
| Kandydat                                                          | Głosów | %     |
| ----------------------------------------------------------------- | ------ | ----- |
| Jan Beszta-Borowski                                               | 82 991 | 61,73 |
| Mirosław Surowiec                                                 | 18 862 | 14,03 |
| Eugeniusz Mironowicz                                              | 14 352 | 10,68 |
| Bogdan Martyniuk                                                  | 11 472 | 8,53  |
| Liczba głosów ważnych: 134 437 Źródło: Państwowa Komisja Wyborcza |        |       |